# Trapalhadas sem Fim
Trapalhadas sem Fim é um documentário, em produção, sobre o grupo brasileiro de comediantes "Os Trapalhões", dirigido por Rafael Spaca. O documentário apresenta a relação conturbada existente entre o grupo formado por três dos Trapalhões — Dedé, Mussum e Zacarias — e Renato Aragão, o protagonista e único multimilionário do grupo.

## Produção
Antes de iniciar a produção do documentário Rafael Spaca havia feito uma longa pesquisa que resultou nos livros O Cinema dos Trapalhões: Porque Quem Fez e Por Quem Viu de 2016 e As HQs dos Trapalhões de 2017. Pensando em escrever uma biografia sobre o grupo lhe foi sugerido que em vez de escrever produzisse um documentário, pois, conseguiria um maior alcance de público. Desejando fazer algo diferente das suas pesquisas para os livros, Rafael procurou por pessoas que ainda não havia entrevistado, aproximadamente 80 pessoas.
A produção contém mais de 70 horas de gravações mostrando os bastidores dos Trapalhões, contendo depoimentos de personalidades como Angélica, Tony Ramos, Caetano Veloso, Regina Duarte, Fábio Jr., Elba Ramalho, Ary Toledo, Ney Matogrosso e Sergio Mallandro.

### Contratempos
Durante a produção do documentário Rafael começou a receber ameaças de processo e tentativas de obstrução por parte de Lilian Aragão esposa de Renato Aragão, que também seria sua assessora. O advogado da Renato Aragão Produções teria pedido a Spaca que lhe enviasse trechos do material produzido para avaliação antes que fosse editado. Segundo o advogado, o objetivo seria garantir a veracidade dos fatos e que Renato Aragão queria apenas conhecer o conteúdo das acusações e críticas que lhe foram feitas. Spaca se negou a entregar o material e afirmou para reportagem do UOL:

"Isso não existe, é um absurdo. Na verdade, o Renato tomou conhecimento de que eu estava me aproximando de gente que não faria relatos favoráveis a ele. A gente sabe dos nossos esqueletos. Ele percebeu, pelas pessoas que foram entrevistadas, o que vem por ai. Mas o documentário é agridoce, não foi feito para detonar ninguém"— Paulo Sampaio - Universa Uol, 2019
Devido a obstrução de Renato, Spaca também teve dificuldades para entrevistar algumas personalidades, como a apresentadora Xuxa. Ele afirma que enviou um e-mail a assessoria dela pedindo uma entrevista e, três dias depois, recebeu um e-mail da Renato Aragão Produções, assinado por Lilian Aragão, o desautorizando novamente de fazer o documentário.

Outra entrevista que não ocorreu foi a de Dedé Santana. Segundo o diretor do documentário, Dedé chegou a dividir uma mesa de autógrafos na noite de lançamento de um dos seus livros, além de ter escrito uma carta de recomendação para as pessoas apoiarem o documentário. Porém, não quis dar entrevista por depender financeiramente de Renato.